# Vilém Tell
Vilém Tell (německy Wilhelm Tell, francouzsky Guillaume Tell, italsky Guglielmo Tell, rétorománsky Guglielm Tell) je legendární švýcarský lidový hrdina.

## Legenda o Vilému Tellovi
Tato legenda je námětem mnoha pověstí i moderních kulturních obsahů. Je prvně písemně zaznamenána v kronice z 15. století (Weisses Buch von Sarnen z roku 1475) a v tzv. Bundeslied, Písni o konfederaci zvané též Tellenlied, tedy Píseň o Tellovi, jež vznikla kolem roku 1470. Legenda pochází patrně ze století čtrnáctého. V legendě vystupuje Vilém Tell, zázračný střelec z kuše, jako vůdce povstání proti habsburskému místodržícímu (Landvoigt) Albrechtu Gesslerovi. Tell usiluje o nezávislost tehdejších švýcarských kantonů. Skutečná existence místodržícího Gesslera však není spolehlivě doložena, a tím není doložena ani existence Tella, přesto výzkum z roku 2004 ukázal, že 60 % Švýcarů věří, že existoval.

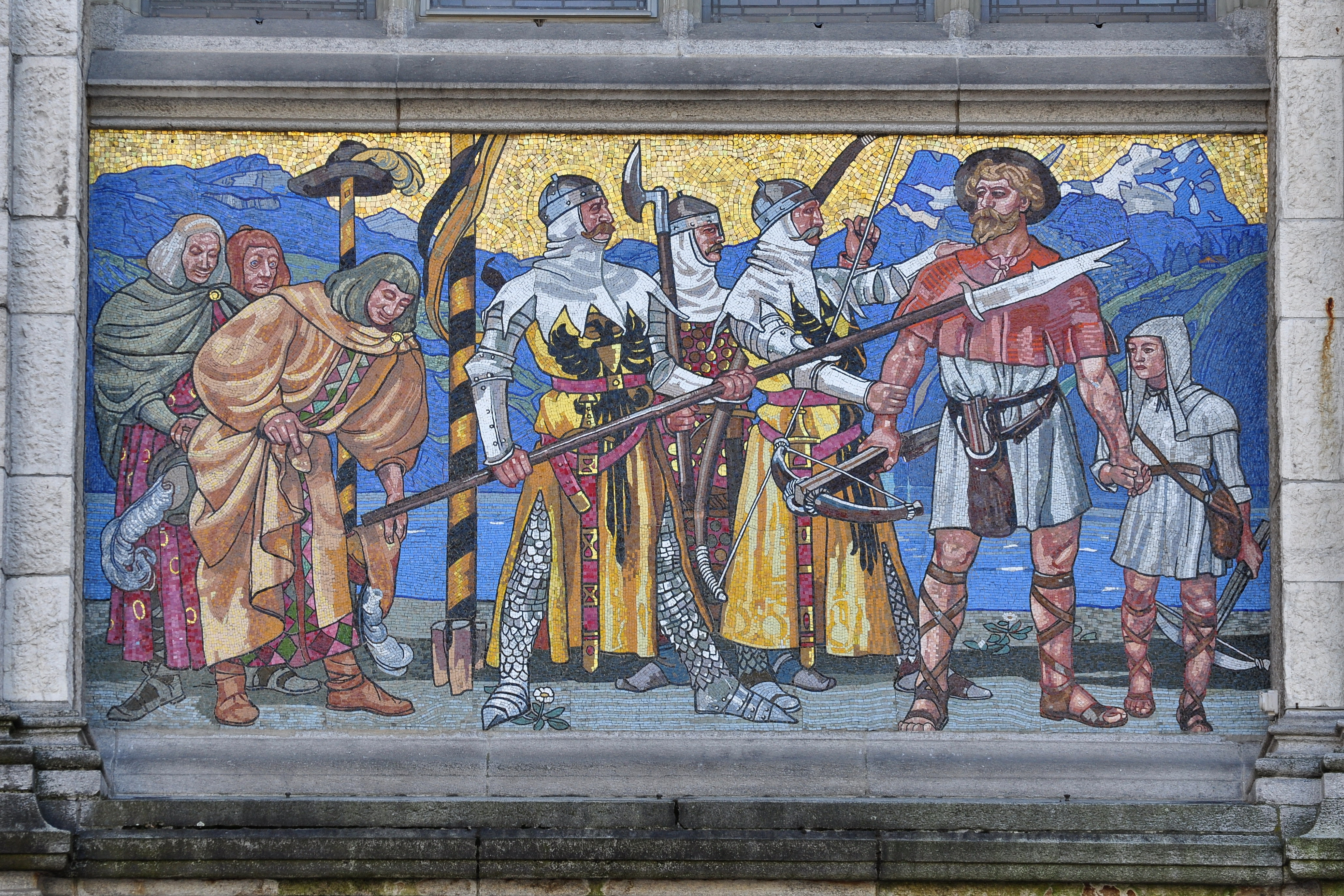
Zajetí Viléma Tella (mozaika), fasáda Zemského muzea v Curychu

Nejznámější peripetií legendy je, že Vilém Tell, přinucen k tomu nepřáteli, sestřelil kuší jablko z hlavy svého syna, čímž zachránil jemu i sobě život. Existuje nicméně řada verzí legendy, přičemž je příběh sestřelení jablka v každé z nich jinak zarámován. Jako symbol však Vilém Tell velmi ovlivnil například švýcarské hnutí odporu proti Napoleonu Bonapartovi a je dodnes švýcarským národním hrdinou. V 19. století zaujal i jiné kulturní okruhy a stal se celoevropským symbolem rebelie, především díky divadelní hře Friedricha Schillera Wilhelm Tell, která měla premiéru roku 1804. Schillerova hra se pak roku 1829 stala předlohou k francouzskému libretu k opeře Gioacchina Rossiniho Guillaume Tell. Zejména svižná předehra k této Rossiniho poslední opeře se stala jednou z nejpopulárnějších v operní historii.

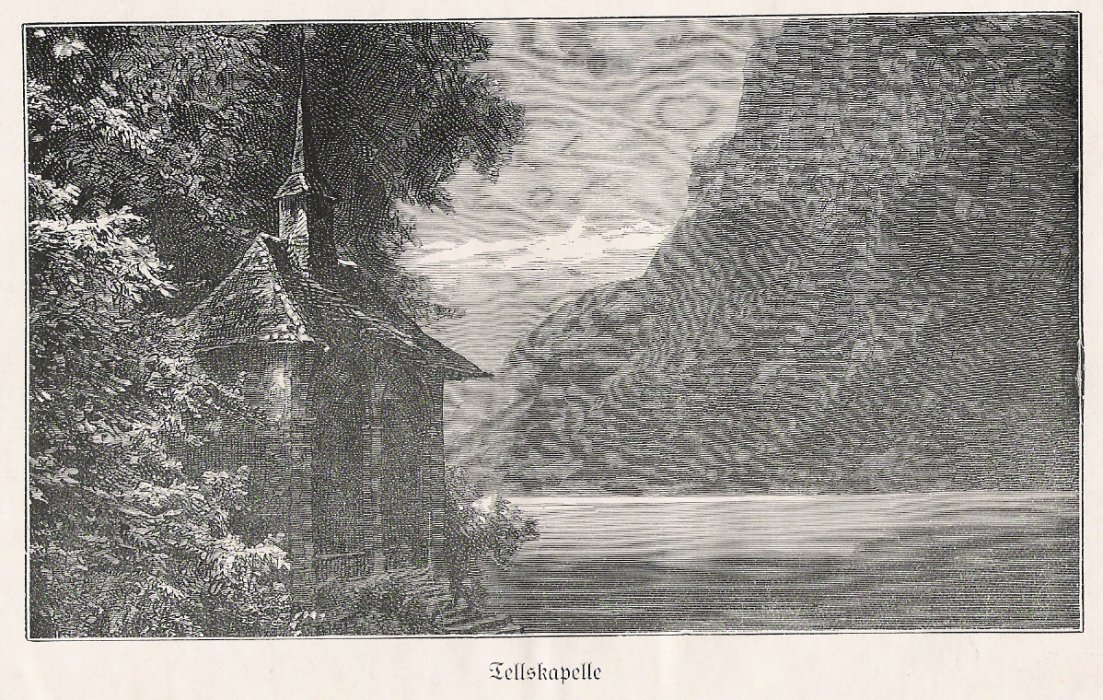
Tellova kaple na břehu Lucernského jezera (Vierwaldstättersee), reprodukce rytiny v knižním vydání Schillerova dramatu z roku 1914

Legenda o Vilému Tellovi byla prvně zfilmována již roku 1900 Charlesem Pathém, téhož roku vznikl i film v režii Alice Guy. K nejznámějším televizním zpracováním patří 72dílný seriál Crossbow z roku 1987.
Mytologové prokázali, že postava zázračného střelce sestřelujícího jablko z hlavy se objevuje v řadě dávných textů, zejména severských a germánských, jako byly Ditrychova sága, Palnatoki a jiné, ale i v perských či balkánských legendách. Švýcarský Wilhelm Tell tak zosobnil jakýsi archetyp. Tell též vykazuje podobnosti s některými jinými lidovými hrdiny (Robin Hood, William Wallace aj.).